# Télhuet
Le Télhuet (parfois orthographié Theluet) est une petite rivière normande, dans le département de la Seine-Maritime, en région Normandie, affluent droit du fleuve la Seine.

## Géographie
Elle prend sa source dans le pays de Caux, dans l'ancienne commune de Notre-Dame-de-Gravenchon, à 44 m d'altitude, sur le site de Fontaine Saint-Denis, sur la nouvelle commune de Port-Jérôme-sur-Seine, puis traverse la ville pour se jeter dans la Seine au niveau de Petiville, à 4 m d'altitude, après un cours de 8,3 km.

### Communes et cantons traversés
Le Télhuet traverse les trois communes suivantes Port-Jérôme-sur-Seine (source), Petiville (confluence) et Trouville-la-Haule.

### Bassin versant
Le Télhuet traverse une seule zone hydrographique « La Seine du confluent de la rivière de Sainte Gertrude (exclu) au confluent du ruisseau du Commerce (exclu) ».

## Affluents
Le Télhuet a seul tronçon affluent référencé :
- la Ravine (rg) 11 km sur les cinq communes de Port-Jérôme-sur-Seine (source), Rives-en-Seine, Norville, Saint-Maurice-d'Ételan, Petiville (confluence)[2].

### Rang de Strahler
Le rang de Strahler du Théluet est de deux par la Ravine.